# Monica Hübner
Monica Hübner (* 10. April 1990 in Garmisch-Partenkirchen) ist eine deutsche Skirennläuferin. Sie startet in allen Disziplinen, gehört seit 2010 dem B-Kader des Deutschen Skiverbandes und seit dem 1. August 2009 dem Zoll-Ski-Team der Bundeszollverwaltung an.

## Biografie
Hübner startet seit November 2005 in FIS-Rennen, und bereits im Februar 2006 folgte der erste Start im Europacup. Beim European Youth Olympic Festival 2007 in Jaca erreichte sie Platz sechs im Slalom. Im Dezember 2007 gewann sie ihr erstes FIS-Rennen, und im Februar 2008 nahm sie im spanischen Formigal erstmals an Juniorenweltmeisterschaften teil. Sie kam in allen Disziplinen ins Ziel und erreichte mit Platz 16 im Slalom als bestes Rennergebnis den vierten Platz in der Kombinationswertung.
Die ersten Europacuppunkte gewann Hübner am 23. November 2008 und eine Woche später fuhr sie im Super-G von Kvitfjell erstmals unter die besten Zehn. Nach zwei weiteren Top-10-Ergebnissen im Europacup gab sie am 1. Februar 2009 in ihrer Heimatstadt Garmisch-Partenkirchen ihr Debüt im Weltcup. In diesem Super-G kam sie allerdings als 47. nur auf den vorletzten Platz, und vorerst blieb dies ihr einziger Weltcupstart. Bei den Juniorenweltmeisterschaften 2009, die ebenfalls in Garmisch-Partenkirchen stattfand, war ihr bestes Ergebnis der neunte Platz im Slalom.
Am 22. Februar 2010 feierte Hübner im Slalom von La Molina ihren ersten Europacupsieg. Allerdings kam sie in der Saison 2009/10 nur ein weiteres Mal unter die besten Zehn. Bei den Juniorenweltmeisterschaften 2010 in der Region Mont Blanc waren ihre besten Resultate der elfte Platz in der Kombinationswertung und Rang zwölf im Slalom. Am 13. November 2010 bestritt Hübner mit dem Slalom in Levi ihr zweites Weltcuprennen und gewann als 23. ihre ersten Weltcuppunkte. Bei ihren weiteren drei Weltcupstarts in der Saison 2010/11 blieb sie allerdings wieder ohne Punkte. Im Europacup erzielte sie in diesem Winter ähnliche Resultate wie in den beiden Vorjahren.

## Erfolge

### Weltcup
- 2 Platzierungen unter den besten 30

### Juniorenweltmeisterschaften
- Formigal 2008: 4. Kombination, 16. Slalom, 22. Riesenslalom, 23. Abfahrt, 42. Super-G
- Garmisch-Partenkirchen 2009: 9. Slalom, 17. Super-G, 19. Riesenslalom
- Mont Blanc 2010: 11. Kombination, 12. Slalom, 22. Riesenslalom, 22. Super-G, 27. Abfahrt

### Europacup
- 2 Podestplätze, davon 1 Sieg:

| Datum            | Ort       | Land    | Disziplin |
| ---------------- | --------- | ------- | --------- |
| 22. Februar 2010 | La Molina | Spanien | Slalom    |

### Weitere Erfolge
- 1 Podestplatz im Nor-Am Cup
- 6 Siege in FIS-Rennen (je 2× Slalom, Riesenslalom und Super-Kombination)